# 二條治孝
二條治孝（寶曆4年2月9日—文政9年10月6日，1754年4月1日—1826年11月5日），日本江戶時代後期公卿，二條宗基的遺腹子，官位從一位、左大臣。二條家第23代當主。

## 系譜
- 父：二條宗基
- 正室：德川翰子（德川宗翰女）
- 子嗣：
  - 二條齊通
  - 九條輔嗣
  - 二條齊信
  - 九條尚忠